# 爪哇岩螺
爪哇岩螺（学名：Thais javanica），是新腹足目骨螺科Thais的一种。主要分布于印度尼西亚、台湾，常栖息在潮间带岩礁、沿岸。